# Фам Минь Тинь
Фам Минь Тинь (вьет. Phạm Minh Chính; род. 10 декабря 1958, Тханьхоа, Вьетнам) — вьетнамский политический и государственный деятель, Премьер-министр Социалистической Республики Вьетнам с 5 апреля 2021 года.

## Биография

### Ранние годы
Фам Минь Тинь родился 10 декабря 1958 года в многодетной семье, которая проживала в провинции Тханьхоа (Северный Вьетнам). В 1984 году окончил Строительный университет в Бухаресте (Румыния) по специальности «инженер-строитель». Впоследствии в 2000 году получил докторскую степень в области юриспруденции.

### Партийная и государственная деятельность
После окончания университета в 1984 году вернулся во Вьетнам, где работал в качестве научного сотрудника департамента науки, экономики и технологий Министерства внутренних дел. В 1986 году вступил в Коммунистическую партию Вьетнама. В 1989 году был переведён на должность первого секретаря в посольстве Социалистической Республики Вьетнам в Румынии.
По возвращении во Вьетнам с 1996 года работал в Министерстве общественной безопасности, где занимал ряд должностей, в том числе заместителя директора департамента экономической и научно-технической разведки и директора департамента.
В 2000-х годах преподавал в Академии народной безопасности при Министерстве общественной безопасности. С февраля по август 2010 года был директором главного управления логистики и технологий Министерства общественной безопасности. С августа 2010 по ноябрь 2011 года занимал должность заместителя министра общественной безопасности.
В январе 2011 года стал членом Центрального комитета Коммунистической партии Вьетнама (ЦК КПВ). В 2011—2015 годах являлся секретарём партийного комитета КПВ в северной провинции Куангнинь. После этого был назначен заместителем начальника орготдела ЦК КПВ. С 2016 года является членом Политбюро ЦК КПВ (переизбран в 2021 году). С того же года входит в состав секретариата ЦК КПВ.
В апреле 2021 года Национальное собрание избрало Фам Минь Тиня на пост премьер-министра. Кандидатуру Фам Минь Тиня поддержали 96,25 % депутатов.